# Cobubatha scobina
Cobubatha scobina là một loài bướm đêm trong họ Noctuidae.